# Szűcs Sándor (politikus)
Szűcs Sándor (Csap, 1919 – Oslo, 2005. április 1.) szociáldemokrata politikus, 1956-os szabadsághős, vasúti mérnök.

## Családja
Ősi vasutas család sarja. Már édesapja is állomásfőnök volt. Testvére, József, vasúti minisztériumi tisztviselő, unokaöccse, József, vasúti műszaki dolgozó. További testvérei Angéla, Katalin és Bella. Jómaga 1956. október 23-án az ország keleti kapujában, a stratégiailag kiemelt helyzetű Záhonyban teljesített állomásfőnöki szolgálatot, ahol a magyar vasútvonalak a Szovjetunió vasúthálózatához csatlakoznak. Itteni tevékenysége révén vált az forradalom elismert alakjává.

## Szerepe a forradalomban és azt követően
A budapesti helyzet alakulásáról a vonatkísérőktől értesült Szűcs, akik hozták a híreket a fővárosból, már leszaggatva a kommunista sapkarózsát és a magyar nemzeti kokárdát viselve a helyén. Záhonyban bizonytalan helyzet alakult ki a teendőket illetően. Szűcs és társai létrehozték a munkástanácsot, amibe elsőként őt választottak meg. Ekkor kezdte szervezni az ellenállást az oroszok ellen, a határ lezárását és vasúton szovjet csapatokat bevonulásának megakadályozását. Ez sikerült is: vasúton utánpótlást a szovjet csapatok soha nem kaptak. Ezután felvette a kapcsolatot a Magyar Vasutasok Szabad Szakszervezetével, mert az rögtön átállt a szabad szakszervezetekhez. Amikor Nagy Imre miniszterelnök kinevezte új kormányát, Szűcs a záhonyi vasúti rádióállomáson keresztül felhívást intézett az ország többi vasúti rádióállomásához, melyben követelte Bebrits Lajosnak, az újból kinevezett közlekedésügyi miniszternek azonnali eltávolítását, annak kétes múltja miatt. Ez meg is történt október 29-i hatállyal. Attól kezdve napi kapcsolatban állt Nagy Imrével és Kéthly Annával.
Ezután szervezkedni kezdett a szovjet határon lévő fegyveres erők parancsnokával, egy szovjet tábornokkal. Később ezek a tárgyalások megszakadtak, ugyanis a szovjetek elkezdtek tankokkal bevonulni Záhonyba, és körülvették az állomás épületét fegyveresekkel. Mikor Szűcs kilátásba helyezte, hogy csak akkor hajlandó folytatni a tárgyalásokat, ha tábornok visszavon minden katonai erőt, az teljesítette a kérést. Ezután folytatódtak a tárgyalások.
A szovjetek azt akarták elérni, hogy Szűcs vonja vissza a határőröket a Tiszától. Mivel ő a behatolás megakadályozására akár még a Tisza-híd felrobbantására is kész volt, ezt a kérést megtagadta mondván, hogy akár jelképes jelleggel is ott tartja a határőröket.
A csapi állomásfőnök nyomást gyakorolt rá, hogy fogadja a feltorlódott tehervonatokat, melyek Kijevig álltak. Arra kértek, hogy küldjön át egy vonatot, áthozni Magyarországra az ott rekedt utasokat, főként diákokat és Moszkvában tanuló magyar katonatiszteket, akik a forradalom hírére indultak haza. Mivel Szűcs nem látott garanciát arra, hogy a szovjetek nem fogják el a vonatot és a tiszteket, ezért a záhonyi orosz állomásparancsnokot, Kuzminy főhadnagyot kérte fel, hogy kísérje el vonatot, ezalatt az orosz tiszt feleségét és a hétéves kislányát Záhonyban, egy vasutaslakásban túszként őriztette, parancsba adva, hogy szökés esetén mind a feleségét, mind a lányát agyon kell lőni. Ennek köszönhetően a vonat a hazatérő magyarokkal gond nélkül beért az országba.
Szűcs Sándornak sikerült tíz napig ellenállnia, megakadályozva a szovjet csapatszállító szerelvények beérkezését az országba, ezzel Maléter Pálnak nagy segítségére volt, aki így megnyerhetett két páncéloscsatát, mivel az oroszok nem tudtak harckocsikat átküldeni a Tisza-hídon. Pontonhidat kellett verniük a folyó fölött, s ezzel csak később készültek el. Kénytelenek voltak utánpótlást hozni Románián keresztül. A tiszai pontonhíd november 1-éről 2-ra virradó éjjel el is készült, amelyeken elkezdtek beözönleni a szovjet csapatok Magyarországra.
Bár Szűcs azonnal felmérte, hogy hatalmas túlerővel áll szemben, csapatait mégis védelmi állásba szervezte. Jómaga rendelkezett tüzéri tapasztalatokkal a Csehszlovák és a Magyar hadseregben töltött múltja alapján. Mivel csak légvédelmi ütegekkel rendelkezett, ezért parancsba adta az ágyúk célzóműszereinek kiiktatását, és közvetlen tüzelést a szovjet tankokra.